# Spartenverband
Als Spartenverband werden juristische Personen bezeichnet, welche branchenbezogen einen übergeordneten Dachverband haben, der ihre Interessen bündelt. Sie sind im Gegensatz zu einem Unterverband rechtlich und wirtschaftlich autark.
Spartenverbände konzentrieren sich auf ihren eigentlichen Verbandszweck, während der Dachverband sich um die politischen Belange kümmert und den Spartenverbänden beratend zur Seite steht. Mitglieder im Spartenverband sind automatisch Mitglied im Dachverband, welche meist auch finanzielle Fördermittel gebündelt ausschöpft und den Mitgliedsverbänden zuteilt.
Ein Beispiel hierfür ist ein Deutscher Fischerei-Verband, welcher gleich fünf Spartenverbände bündelt.